# إدواردو ألونسو
إدواردو ألونسو هو مبارز بالسيف كوبي، (ولد في هافانا في كوبا 1899  م).

## وصلات خارجية
- إدواردو ألونسو على موقع أوليمبيديا (الإنجليزية)